# The Other Final

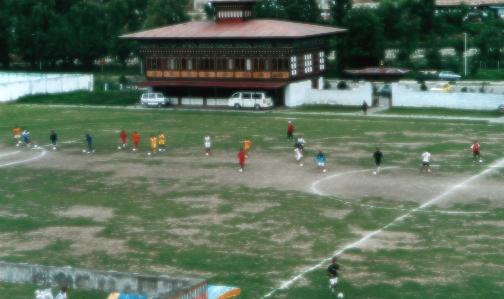
Het voetbalveld in Thimphu, Bhutan

The Other Final is een documentaire onder regie van Johan Kramer over 'de andere finale', die tussen de twee laagst geklasseerde landen op de FIFA-wereldranglijst. In de zomer van 2002 werd in Japan de finale van het Wereldkampioenschap voetbal gespeeld, maar tegelijk bereidden Bhutan en het eiland Montserrat, de op dat moment twee laagst geklasseerde voetballende landen van de wereldranglijst zich voor op hun onderlinge wedstrijd, de 'andere finale'.

## Wedstrijdsamenvatting
De wedstrijd eindigde in 4–0 voor Bhutan. Coach van Bhutan was de Nederlandse trainer Arie Schans die vaker in het buitenland werkzaam is bij kleinere clubs of landenteams (zoals Namibië dat zich onder zijn leiding voor het eerst in tien jaar kwalificeerde voor de Afrika Cup 2008).
|                    |                                    |       |            |                                                                                   |
| 30 juni 2002 10:54 | Bhutan                             | 4 – 0 | Montserrat | Changlimithangstadion, Thimphu Toeschouwers: 25.000 Scheidsrechter: Steve Bennett |
| 30 juni 2002 10:54 | W. Dorji 4' 67' 78' D. Chhetri 76' |       |            | Changlimithangstadion, Thimphu Toeschouwers: 25.000 Scheidsrechter: Steve Bennett |

De boodschap van de film is dat liefde voor het spel, niet gehinderd door commerciële belangen, mensen en culturen dichter bij elkaar kan brengen. Competitie en compassie kunnen hand in hand gaan.

## Bron
- Beschrijving van de film
- (en)   The Other Final in de Internet Movie Database